# 鬬克
鬬克（？—前613年），芈姓，鬬氏，字子儀，中国春秋时期楚国大臣，鬬班子。 
楚成王三十八年（公元前634年），秦晉聯軍攻鄀国時楚国救援，申公鬬克、息公屈御寇被秦國俘虜。楚成王四十五年（公元前627年），秦晉殽之戰爆发，秦国以求交好楚國，便放鬬克回楚國。鬬克在楚秦結盟中立功，但沒有受到楚国重用。前613年，楚穆王去世後，其子楚莊王幼年初立，正逢令尹成嘉（子孔）和太師潘崇攻打群舒。鬬克就聯合求令尹而不得的公子燮作亂，他們先是加築郢都的城墻。派人暗殺子孔不果，就挟持莊王，计划前往商密。最終廬戢梨和叔麋誘殺公子燮和鬬克。